# Dżurf al-Malha
Dżurf al-Malha – miasto w Maroku, w regionie Al-Gharb-Szararda-Bani Ahsin. W 2014 roku miasto liczyło 28 681 mieszkańców.